# 三苯基膦
三苯基磷，分子式(C6H5)3P，白色固体，是磷化氫的三苯（苯、甲苯、二甲苯）取代物。主要表现为還原性和親核性。在有機反應中有相當廣泛的應用。

## 制备、结构与手性
实验室制备时一般用格氏试剂与三氯化磷作用而得。
工业生产则采用三氯化磷、氯苯和钠的反应。
三苯基膦具有锥形的分子结构。
令人惊讶的是三苯基膦是有手性的分子。因为三个苯环的位阻效应，苯环的实际排布是呈螺旋状的，就像排风扇的三个叶片。而这是个非常典型的手性结构。
同时由于三苯基膦具有刚性分子结构，比较容易结晶。

## 氧化和与硫属元素、卤族元素及酸的重要反应
三苯基膦在空气中被氧化为三苯基氧化膦的反应很缓慢：
2 PPh3  +  O2  →  2 OPPh3
但是久置的三苯基膦依然需要提纯。通常采用的方法是将含有三苯基氧化膦杂质的样品在热的乙醇或异丙醇中溶解，然后对三苯基膦进行重结晶。由于三苯基氧化膦是极性比三苯基膦更大的分子，所以会留在溶液中，从而达到分离的目的。
虽然在空气中的氧化进行缓慢，但其实三苯基膦还原性能较好，可以将过氧化物还原，同时保持其构型：
PPh3  +  RO2H  →  OPPh3  +  ROH (R = 烃基)
三苯基膦还能脱去多硫化物和环硫化物中的“零价硫”，甚至可以吸收单质硫。但是与硫醇、硫醚等化合物却不能反应。三苯基膦转化为三苯基硫化膦（Ph3PS）。这个性质可以用于测定诸如硫化橡胶等物质中的“零价硫”。
三苯基膦与红硒（又称“α硒”，单斜）可以很容易地反应得到三苯基硒化膦（Ph3PSe）。同样的“零价硒”来源还有硒氰根离子（SeCN-）。
三苯基膦也可以与碲生成加合物，但主要产物是(Ph3P)2Te而不同于前面的形式。
叠氮化合物与三苯基膦反应生成亚胺的类似物，例如Staudinger反应：
PPh3  +  PhN3  →  PhNPPh3  +  N2
对产物进行水解可以得到亚胺：
PPh3  +  RN3  +  H2O →  OPPh3  +  N2  +  RNH2
氯气可以与三苯基膦化合生成三苯基二氯化膦（([PPh3Cl]Cl)）。它是一种易吸湿的离子晶体，常用于将醇转化为卤代烃。
三苯基膦是一种很弱的碱，但依然可以与强酸如氢溴酸生成稳定的盐。它和二氟溴乙酸钾反应，可以得到三苯基𬭸基二氟乙酸内盐。

## 应用
- 臭氧化反应还原剂：参见臭氧化反应。
- 光延反应试剂：参见光延反应。
- 作为一些过渡金属催化剂中的配体：参见四(三苯基膦)钯、威尔金森催化剂
- 叠氮化物还原剂：与水配合可以把有机叠氮化物还原为胺。

RN3 + Ph3P + H2O = RNH2 + Ph3PO + N2
- 炔酸酯变二烯反应催化剂：α,β-炔酸酯在三苯基膦催化下重排为共轭二烯酸酯(山梨酸酯)：

- 用于合成维蒂希反应中的磷叶立德：

Ph3P + CH3Br → Ph3P+-CH3·Br− -(干燥乙醚,PhLi)→ Ph3P+-CH2−